# In Concert: Merchants of Cool
In Concert: Merchants of Cool es el segundo álbum en vivo de la banda de rock británica Bad Company. Contiene canciones de Bad Company y de la banda Free, al igual que dos nuevas canciones de estudio, "Joe Fabulous" y "Saving Grace".

## Lista de canciones
1. Burnin' Sky (Paul Rodgers) – 5:35
2. Can't Get Enough (Mick Ralphs) – 3:47
3. Feel Like Makin' Love (Ralphs, Rodgers) – 5:26
4. Rock Steady (Rodgers) – 3:49
5. Movin' On (Ralphs) – 3:10
6. Deal with the Preacher (Ralphs, Rodgers) – 4:34
7. Ready For Love (Ralphs) – 6:33
8. Rock 'n' Roll Fantasy / Ticket to Ride / I Feel Fine (John Lennon, Paul McCartney, Rodgers) – 6:29
9. All Right Now (Andy Fraser, Rodgers) – 6:28
10. Bad Company (Simon Kirke, Rodgers) – 5:42
11. Silver, Blue And Gold (Rodgers) – 5:02
12. Shooting Star (Rodgers) – 6:42
13. Joe Fabulous (Rodgers) – 3:39 (nueva canción)
14. Saving Grace (Rodgers, Neal Schon) – 4:07 (nueva canción)

## Créditos
- Paul Rodgers – voz, guitarra, piano
- Simon Kirke – batería
- Jaz Lochrie – bajo
- Dave "Bucket" Colwell – guitarra